# Gibina, Sveti Andraž v Slovenskih goricah
Gibina je naselje v Občini Sveti Andraž v Slovenskih goricah.